# Iais pubescens
Iais pubescens är en kräftdjursart som först beskrevs av James Dwight Dana 1852.  Iais pubescens ingår i släktet Iais och familjen Janiridae. Inga underarter finns listade i Catalogue of Life.